# 王安 (後趙)
王 安（おう あん、生没年不詳）は、五胡十六国時代後趙の人物。胡人（祖逖の発言によると羯族）である。

## 生涯
元々は東晋の豫州刺史祖逖の奴隷であり、甚だ寵愛されていた。
320年6月、祖逖が北伐を敢行して陳留郡雍丘県に到達した時、王安へ「石勒は汝と同種であろう。我は汝を一人だけにはせぬ」と語り、王安に手厚く物資を与えると、石勒のもとへ送り届けた。
こうして王安は後趙に仕えるようになった。彼は大胆にして知略を有し、才幹があった事から重用され、左将軍まで昇進した。
321年に祖逖は病没し、後を継いだ弟の祖約は329年に石勒に捕らえられ、親族ともども処刑される事となった。これを聞いた王安は嘆息して「どうして祖士稚（祖逖）の後を無くしてしまってよいだろうか」と語り、人に従ってその処刑を見に市へ向かった。そして、祖逖の庶子で10歳の祖道重を密かに連れ帰って匿うと、変装させて沙門とした。
やがて後趙が滅ぶと、祖道重は江南へ向かって東晋に仕えたという。